# 扬·聂鲁达
扬·内珀穆克·聂鲁达（捷克語：Jan Nepomuk Neruda，捷克語：[ˈjan ˈnɛpomuk ˈnɛruda]，1834年7月9日—1891年8月22日)，是著名的捷克小说家、诗人、記者。
扬·聂鲁达是19世纪下半叶捷克一代先进知识分子的代表。他生于布拉格小城，最著名的作品是短篇小说集《小城故事》。《小城故事》初版于1878年，在13个篇幅不等的、以回忆往事（特别是他的出生地——布拉格小城）的林林总总的基础上写成。

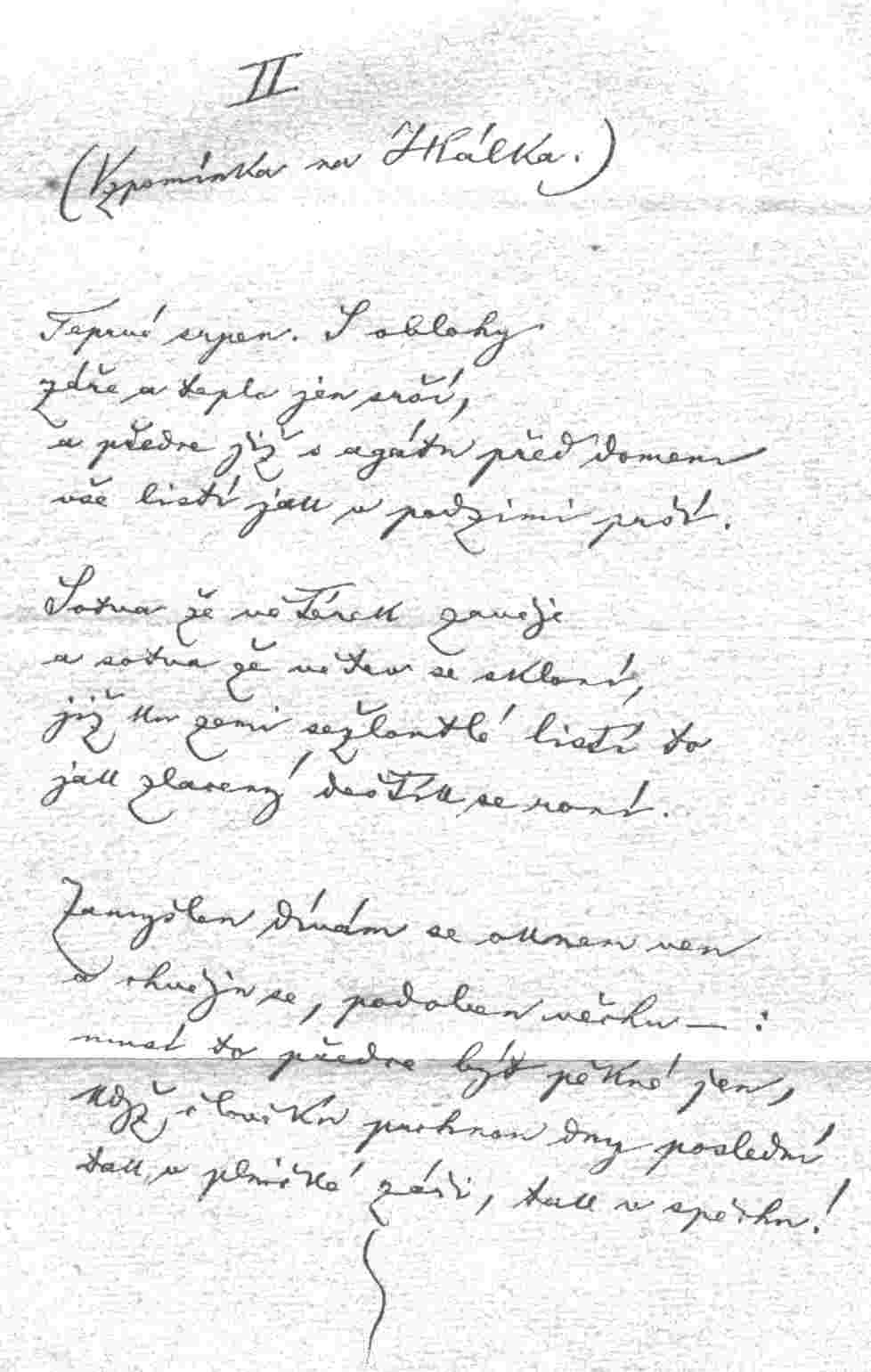
扬·聂鲁达的诗歌手稿

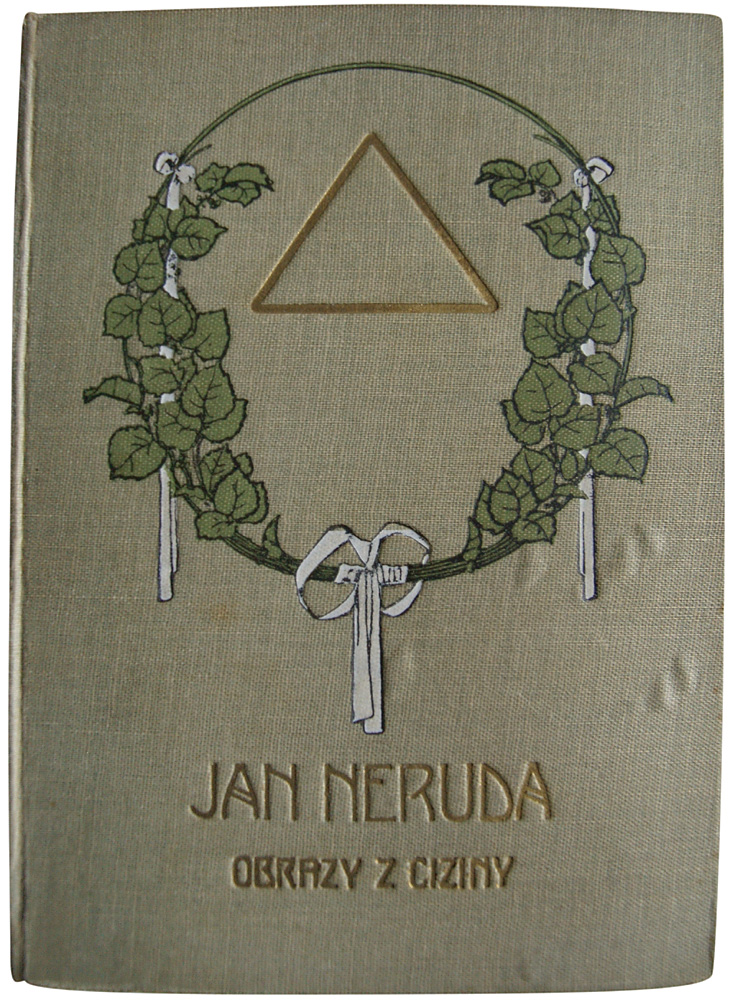
扬·聂鲁达出版的书籍

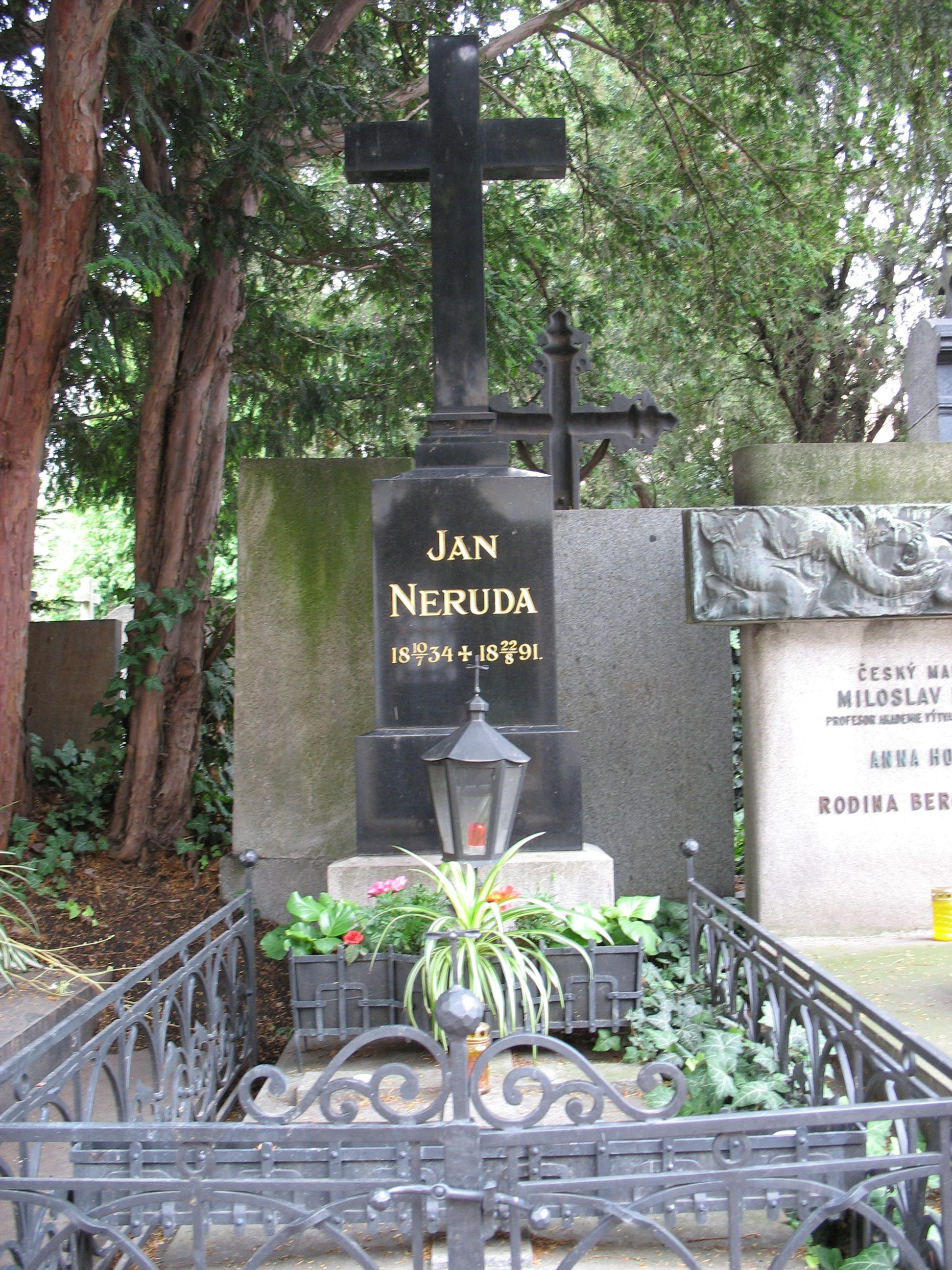
扬·聂鲁达的墓碑，在布拉格